# Ophisma pallens
Ophisma pallens là một loài bướm đêm trong họ Erebidae.